# 김영복 (1985년)
김영복(金榮福, 1985년 2월 17일 ~ )은 전 KBO 리그 NC 다이노스의 포수, 내야수이다.

## 선수 시절

### 삼성 라이온즈시절
2003년에 입단하였다.

### NC 다이노스시절
2012년에 입단하였다.

## 출신 학교
- 서울미성초등학교
- 서울 강남중학교
- 서울고등학교